# Midgham
Midgham – wieś w Anglii, w hrabstwie ceremonialnym Berkshire, w dystrykcie (unitary authority) West Berkshire. Leży 18 km na zachód od centrum miasta Reading i 76 km na zachód od centrum Londynu. W 2001 miejscowość liczyła 282 mieszkańców.